# Лейдлоу, Джон Коулман
Джон (Джек) Коулман Лейдлоу (англ. John 'Jack' Coleman Laidlow; 28 февраля 1921 — 6 июня 2015, Торонто) — канадский врач-эндокринолог, теоретик пациентоориентированного здравоохранения и исследователь раковых заболеваний. Декан факультета наук о здоровье университета Макмастера, член консультативного совета при ВОЗ, член Королевского общества Канады, кавалер ордена Канады.

## Биография
Окончив школу досрочно, Джек Лейдлоу не сумел сразу поступить на медицинский факультет, так как был на два года моложе минимально допустимого возраста. Рассчитывая в дальнейшем серьёзно заниматься медициной как наукой, он поступил вместо этого на специальность «Биология и медицинские науки». После перерыва на военную службу он перевёлся в медицинскую школу, которую окончил в 1944 году, получил степень магистра по биохимии в Торонтском университете в 1947 году и доктора философии в Лондоне в 1950 году. Затем Лейдлоу провёл три года в Гарварде, изучая эндокринологию. Впоследствии Лейдлоу станет президентом Канадского общества эндокринологии и метаболизма.
Работая в Торонтском университете после возвращения в Канаду, Лейдлоу стал основателем Института медицинских наук при медицинском факультете этого вуза, готовящего клинических исследователей. В 1975 году он перешёл университет Макмастера на должность руководителя медицинского отделения, а в 1981 году стал деканом недавно созданного в этом вузе факультета наук о здоровье. Эту должность он занимал до 1985 года, через год после этого уйдя на пенсию в звании почётного профессора (с 2004 года также почётный доктор наук этого университета). Позже он был назначен научным советником президента Совета Канады по медицинским исследованиям. С 1981 по 1986 год Лейдлоу был членом консультативного совета по медицинским исследованиям ВОЗ, а с 1986 года — исполнительным директором по медицинским вопросам Канадского онкологического общества и вице-президентом по исследовательской работе и образованию Онтарийского фонда лечения и изучения рака. Лейдлоу, с 1949 года бывший научным сотрудником Американского колледжа терапевтов, в 2000 году вошёл в состав совета директоров американского Института коммуникации в здравоохранении, в задачи которого входит улучшение коммуникации между пациентами и специалистами в области здравоохранения, а в 2005 году стал одним из основателей аналогичного института в Канаде.
Джон Коулман Лейдлоу умер в 2015 году, в 94-летнем возрасте, в торонтской больнице Св. Михаила после продолжительной болезни почек, оставив после себя жену Энн и дочь Кейт (вторая дочь, Мег, скончалась за год до отца).

## Научная работа
Важной темой в научной работе Лейдлоу был вопрос коммуникации между пациентом и медицинским специалистом. Это направление он разрабатывал с середины 1960-х годов, вначале совместно с доктором Эрнестом Маккаллохом, и в рамках развития этих идей был создан Институт медицинских наук при Торонтском университете. Позднее как в Институте медицинских наук, так и в университете Макмастера Лейдлоу особо акцентировал при обучении студентов вопросы понимания и взаимодействия с пациентом.
В последний период научной карьеры, начиная с 1980-х годов, Лейдлоу сосредоточился на изучении рака. В качестве консультанта Международного агентства по изучению рака он участвовал в создании систем контроля раковых заболеваний в Бразилии, Коста-Рике, Малайзии, Республике Корее и на Тайване.

## Признание заслуг
В 2003 году Джон Коулман Лейдлоу был произведён в кавалеры ордена Канады. Он был членом Королевского общества Канады с 2004 года, а в 2014 году получил от медицинского факультета Торонтского университета награду за дело жизни. Его имя носит учреждённая в 2002 году в университете Макмастера кафедра пациентоориентированного здравоохранения.